# Real Life (gruppo musicale)
I Real Life sono un gruppo musicale australiano new wave e synth-pop, che ha ottenuto il successo internazionale con i singoli Send Me an Angel e Catch Me I'm Falling, contenuti nell'album di debutto Heartland, pubblicato nel 1983.
La band era originariamente composta da David Sterry (voce solista e chitarra), Richard Zatorski (violino e tastiera), Alan Johnson (basso) e Danny Simcic (batteria). Steve Williams (tastiera) sostituì Zatorski nel 1986, a sua volta rimpiazzato da George Pappas nel 1996 dopo una lunga pausa di attività della band. Nel 2020 è uscito Sirens, settimo album della band.

## Discografia

### Album
- Heartland (1983)
- Flame (1985)
- Lifetime (1990)
- Happy (1997)
- Imperfection (2004)
- Send Me An Angel – '80s Synth Essentials (2009)
- Sirens (2020)

### Raccolte
- Master Mix (1984)
- Best of Real Life: Send Me an Angel (1986)
- Let's Fall in Love (1989)
- So Far (1990)

### Singoli
- Send Me an Angel (1983)
- Openhearted (1983)
- Catch Me I'm Falling (1983)
- Always (1984)
- Let's Dance Tonight (1985)
- Face to Face (1985)
- One Blind Love/Love's Not Easy (1985)
- Babies (1986)
- Hammer of Love (1986)
- Send Me an Angel '89 (1989)
- Let's Fall in Love (1989)
- God Tonight (1990)
- Kiss the Ground (1990)
- Deep Sleep (1996)
- Meltdown (1997)
- Like a Ghost (1997)
- Oblivion (2004)
- Send Me an Angel (Starcity with Real Life) (2005)
- Way to Nowhere/Small World (2015)
- My beautiful monster (2020)